# Бутад
Бутад, Бутад Сикионский (греч. Βουτάδης — исторический персонаж, древнегреческий гончар, иногда ошибочно называемый Дибутадом (Dibutades), с именем которого, согласно легенде, связано изобретение изобразительного искусства.

## «Легенда Бутада» и её источники
Основная версия легенды изложена древнеримским писателем Плинием Старшим в «Естественной истории»:

 Лепить из глины портретные изображения первым придумал гончар Бутад из Сикиона, в Коринфе, благодаря дочери: влюблённая в юношу, она, когда тот уезжал в чужие края, обвела тень от его лица, падавшую на стену при светильнике, линиями, по которым её отец, наложив глину, сделал рельеф и, когда он затвердел, подверг обжигу вместе с прочими глиняными изделиями 
Примечательно, что Плиний излагает эту историю после пространных рассуждений на многих страницах о происхождении и развитии искусства живописи с упоминанием всех известных ему имён художников, о знаменитых картинах, об энкаустике, окраске и росписи тканей, а происхождение рисунка (в данном случае контурной линии) связывает с лепкой из глины и гончарным искусством (в оригинальном тексте: typus — очерк, отпечаток, форма). Такая связь отражает действительную нераздельность (синкретизм) разных видов искусства (в широком значении слова): гончарного и иного ремесла с рисованием и лепкой, свойственную архаическим стадиям развития культуры. Характерно также упоминание Сикиона, откуда были родом многие знаменитые художники, но действие перенесено в Коринф, что отражает историческое соперничество двух городов, где были собственные художественные школы. Многие исследователи считают, что Бутад — историческое лицо, гончар, который жил и работал в VII или VI в. до н. э..
В другом месте своей книги Плиний упоминал о египтянах, которые, как они сами утверждают, придумали живопись «за шесть тысяч лет до того, как перешла в Грецию, — заявление явно пустое». Далее Плиний писал о том, снова повторяя легенду о Бутаде, но при этом называя и других мастеров, использовавших контурные изображения, как линеарно-плоскостные изображения сменялись монохромными (с заполнением краской поверхности между контурами), а затем и полихромными. Такие живописные картины «получили широкое признание» в Риме.
Плиний также называет Бутада изобретателем «желобчатых черепиц» и антефиксов из красной глины (с добавлением рубрики — красной краски) для кровли, и сообщает, что «контурный рельеф», созданный его дочерью, ещё долго хранился в Коринфе до разрушения города Муммием.

## Историческое развитие легенды
Легенда, изложенная Плинием в поэтической форме, но содержащая историческое зерно, со временем претерпела ряд трансформаций. Так художников период романтизма рубежа XVIII—XIX веков и ампира начала XIX века привлекал сюжет об изобретении живописи девушкой, желавшей запечатлеть облик своего возлюбленного. В таком виде легенда о дочери Бутада пережила многие века (в тексте Плиния имя дочери гончара не называется). Девушку стали именовать «Корой Сикионской» (др.-греч. Κόρα — девушка), или именем нимфы Каллирои (др.-греч. Καλλῐρόη — «Прекраснотекущая»). Возможно, она в действительности переехала в Коринф из Сикиона вместе с отцом, предположительно, около 600 г. до н. э.
В образе прекрасной нимфы, рисующей тень от профиля своего возлюбленного, Кора из Сикиона запечатлена на многих рисунках, картинах и гравюрах. Её отец изображался редко, в частности, на гравюре Бенуа-Луи Прево по рисунку Шарля-Николя Кошена Младшего 1769 года или на двух рисунках Иоганна Эрдманна Гуммеля 1834 года.
К этому сюжету обращались художники-академисты, например Ж. О. Д. Энгр, Ж.-Б. Реньо, директор Прусской академии художеств Э. В. Даге.
В 1840-х годах, при строительстве здания Нового Эрмитажа в Санкт-Петербурге архитектор Лео фон Кленце предусмотрел «Галерею истории древней живописи», которую по его проекту мюнхенский художник-академист Иоганн Георг Хильтеншпергер оформил панно на медных досках в технике энкаустики (живописи восковыми красками), посвящёнными истории живописи и скульптуры. Необычная техника была выбрана с целью создать ощущение аутентичности древней живописи. На одном из панно изображена легенда о дочери Бутада (Государственный Эрмитаж, зал № 241).

## Галерея
- Б. Пикар. Дочь Бутада рисует профиль возлюбленного. 1727. Офорт
- П. А. Новелли. Каллироя, дочь Бутада. Ок. 1800 г. Бумага, тушь, перо, кисть. Государственный Эрмитаж, Санкт-Петербург
- Дж. Райт (Райт из Дерби). Коринфская дева. Ок. 1784 г. Холст, масло. Национальная галерея, Вашингтон
- Э. В. Даге. Изобретение живописи. 1832. Холст, масло. Старая национальная галерея, Берлин
- И. Г. Хильтеншпергер. Легенда о дочери Бутада. Галерея истории древней живописи. 1845—1848. Медь, энкаустика. Государственный Эрмитаж, Санкт-Петербург